# Презид (Врхника)
Презид (словен. Prezid) — поселення в общині Врхника, Осреднєсловенський регіон, Словенія. 
Висота над рівнем моря: 539,6 м.